# Wuli

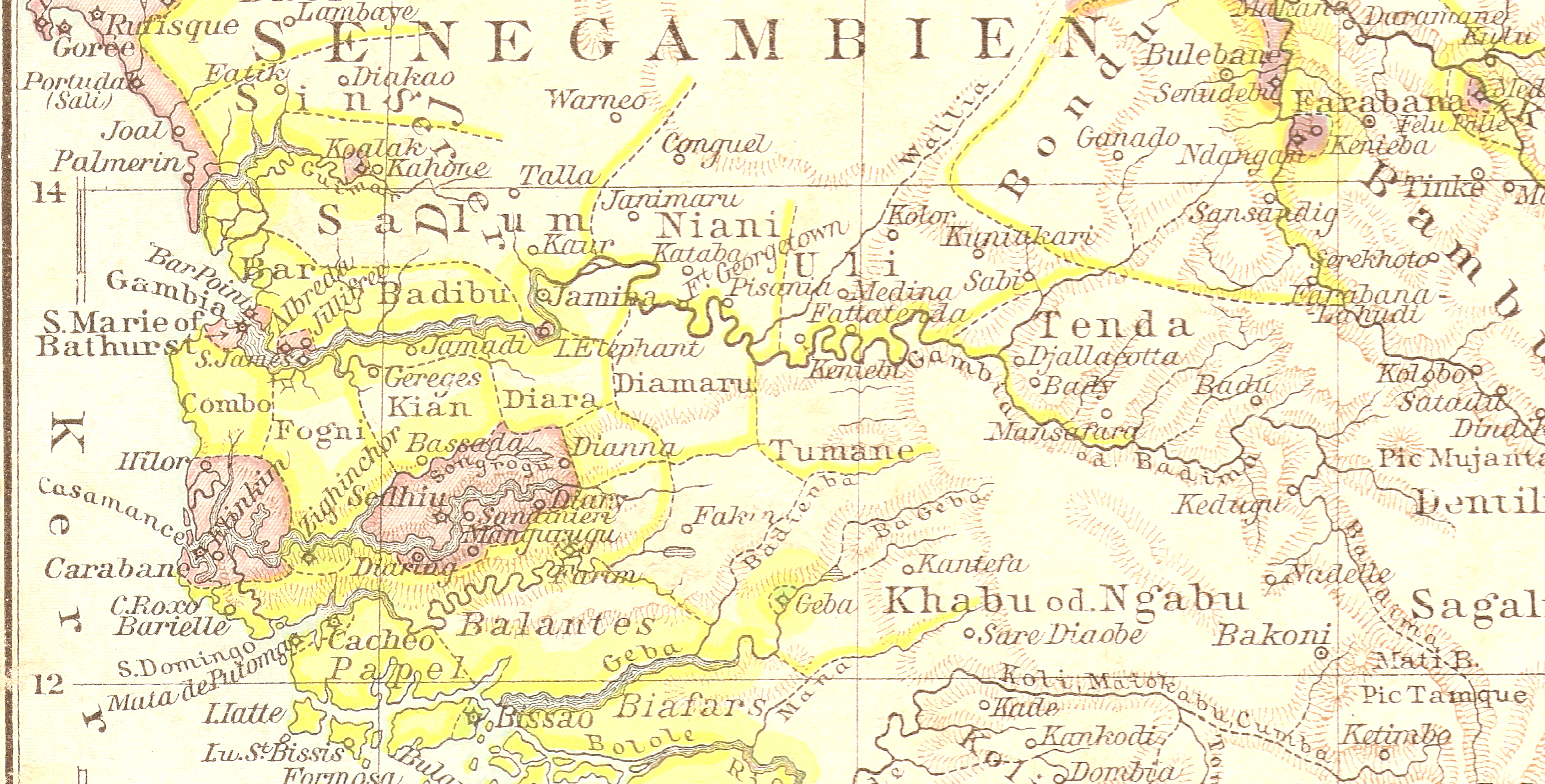
Alte Karte von der Region aus dem Andrees Allgemeiner Handatlas (1881)

Wuli (Schreibvarianten: Wulli oder Woolli und auch Ouli, Uli) war ein kleines westafrikanisches Reich, das sich auf dem Gebiet der heutigen Staaten Gambia und Senegal befand.

## Geschichte

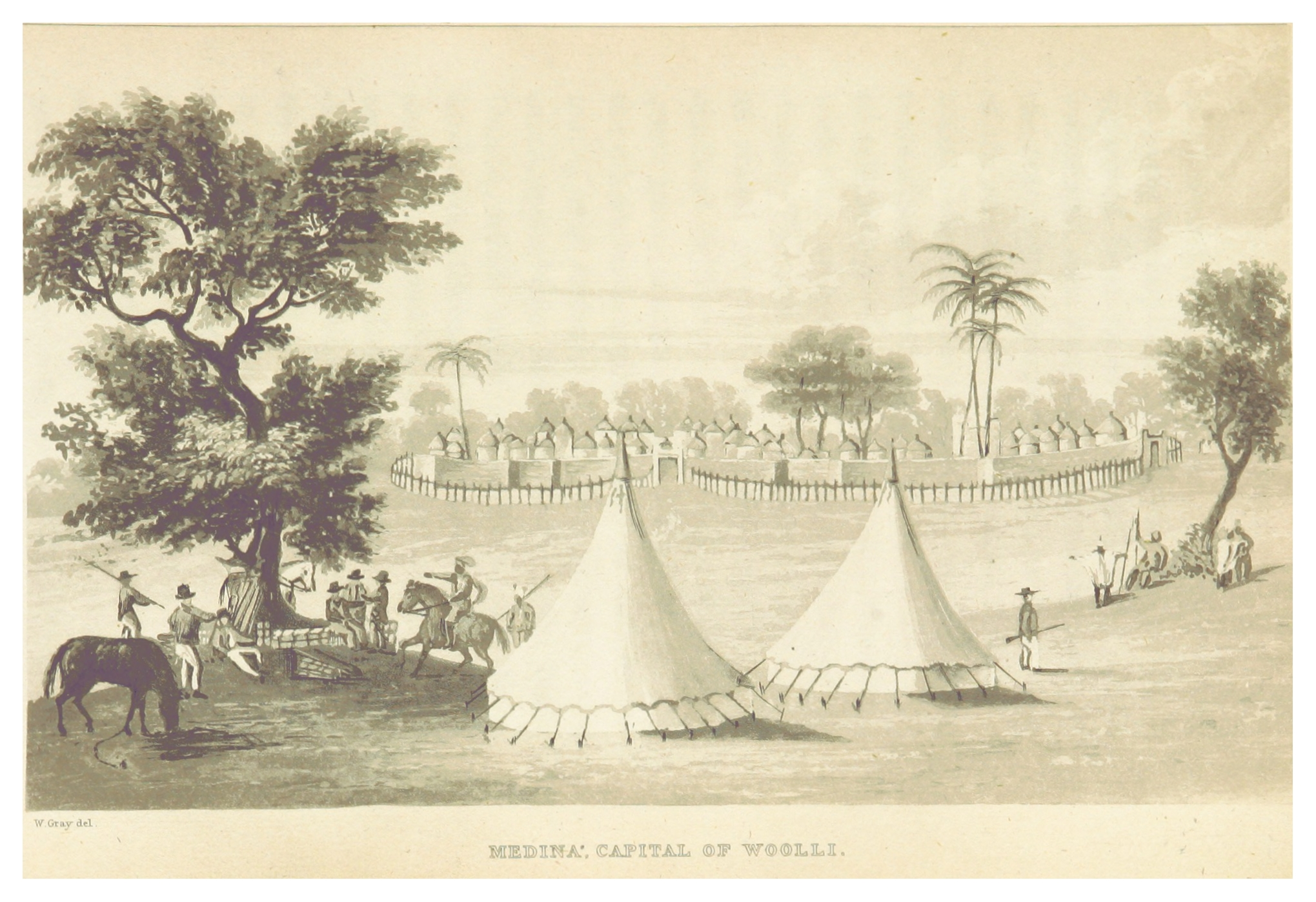
Hauptort Medina, ca. 1825

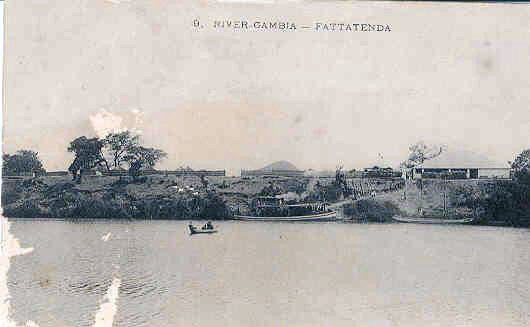
Fattatenda um 1904

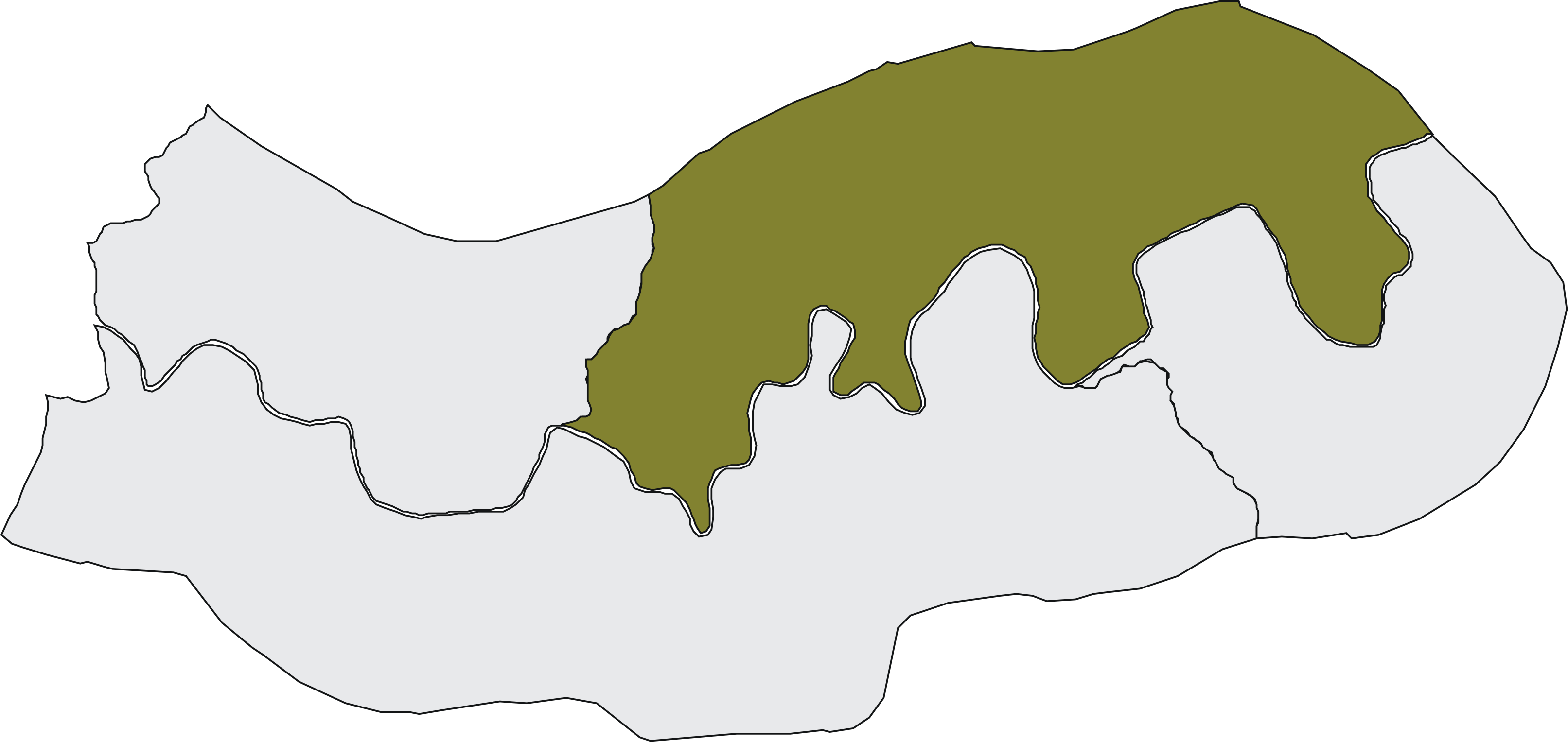
Der heutige Distrikt Wuli in der Upper River Region

Im Süden grenzte es an den Fluss Gambia, wo sich auf der anderen Seite das Reich Kantora befand. Westlich, flussabwärts von Wuli, befand sich das Reich Niani (später: Upper Niani) und nach Osten reichte es weiter als die Barrakunda Falls. Heute ist der Name Wuli für ein Distrikt in der Upper River Region, eine Verwaltungseinheit in der Verwaltungsgliederung Gambias, erhalten geblieben. Wuli entstand als Kleinstaat im Zuge der Expansion des Malireiches im 13. Jahrhundert. Später dann im 16. Jahrhundert fiel es unter der Lehnsherrschaft des Wolof-Herrschers. Zentrum dieses Staates war zwischen dem Gambia- und dem Senegal-Fluss das Reich Jolof, das im 13. Jahrhundert gegründet worden war und bis zum späten 19. Jahrhundert bestand. Die Einwohner, die hauptsächlich dem Volk der Mandinka angehörten, teilten sich in Moslems (Buschrir) und Animisten (Sanaki); zu letzterem gehört die Familie des Königs Mansa.
Schon im 15. Jahrhundert hatten die Portugiesen eine Handelsniederlassung dort und betrieben mit Wuli Handel. Die Briten erwarben 1829 vom König die Erlaubnis sich in Fattatenda niederzulassen. Ende des 19. Jahrhunderts war das hügelige Gelände gut bewaldet, fruchtbar und dicht bewohnt. Die Haupterzeugnisse waren Erdnüssen, Baumwolle, Tabak, Gemüse. Südlich der Ruinen der alten Hauptstadt Medina lagen die Faktoreien, wie die Handelsniederlassungen auch genannt werden, Fattatenda und Yarbutenda der französischen Compagnie Française d’Afrique Occidentale.
Der Distrikt Wuli in der Upper River Region nimmt Bezug auf dieses Reich.